# Alberto Varela
Alberto Varela Paz (Villagarcía de Arosa, 1975) es un político gallego, alcalde de Villagarcía de Arosa desde las elecciones del 2015.

## Carrera
Licenciado en derecho, trabajó como abogado en bufetes de Villagarcía y La Coruña. También trabajó como asesor jurídico de la concejalía de Urbanismo del ayuntamiento de Villagarcía desde 2006.
Se presentó con el PSdeG a las elecciones municipales de Villagarcía en 2015, siendo elegido alcalde como candidato de la lista más votada, con ocho consejeros y las abstenciones de EU-Son, BNG e PDDdeG.
En las elecciones de 2019 volvió a ganar, esta vez con mayoría absoluta (12 escaños). En este mismo año fue elegido presidente de la Federación Gallega de Municipios y Provincias.
También juega al baloncesto en la Master Senior League de Villagarcía.